# Schedonnardus paniculatus
Schedonnardus paniculatus är en gräsart som först beskrevs av Thomas Nuttall, och fick sitt nu gällande namn av William Trelease. Schedonnardus paniculatus ingår i släktet Schedonnardus och familjen gräs. Inga underarter finns listade i Catalogue of Life.

## Bildgalleri

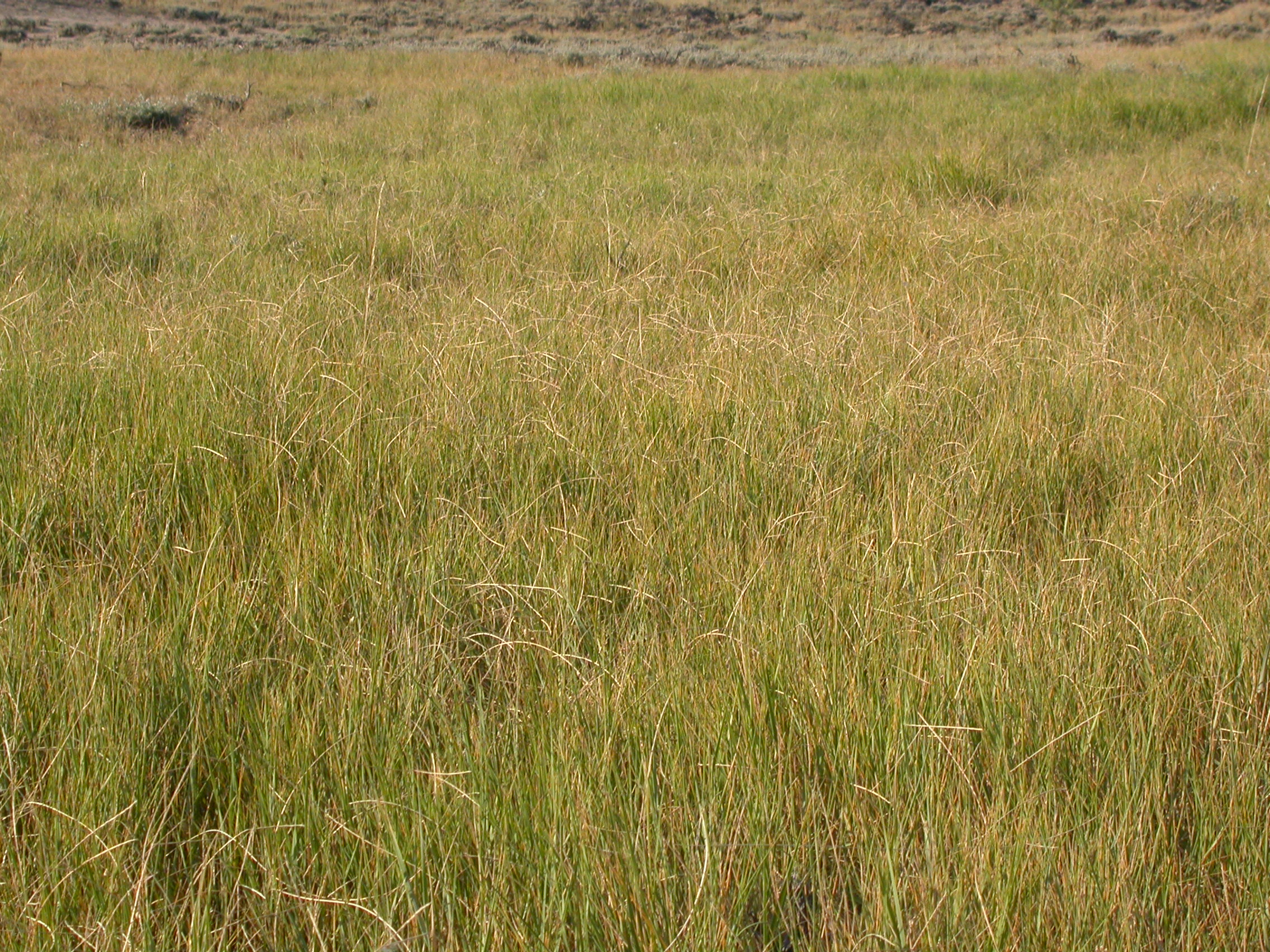
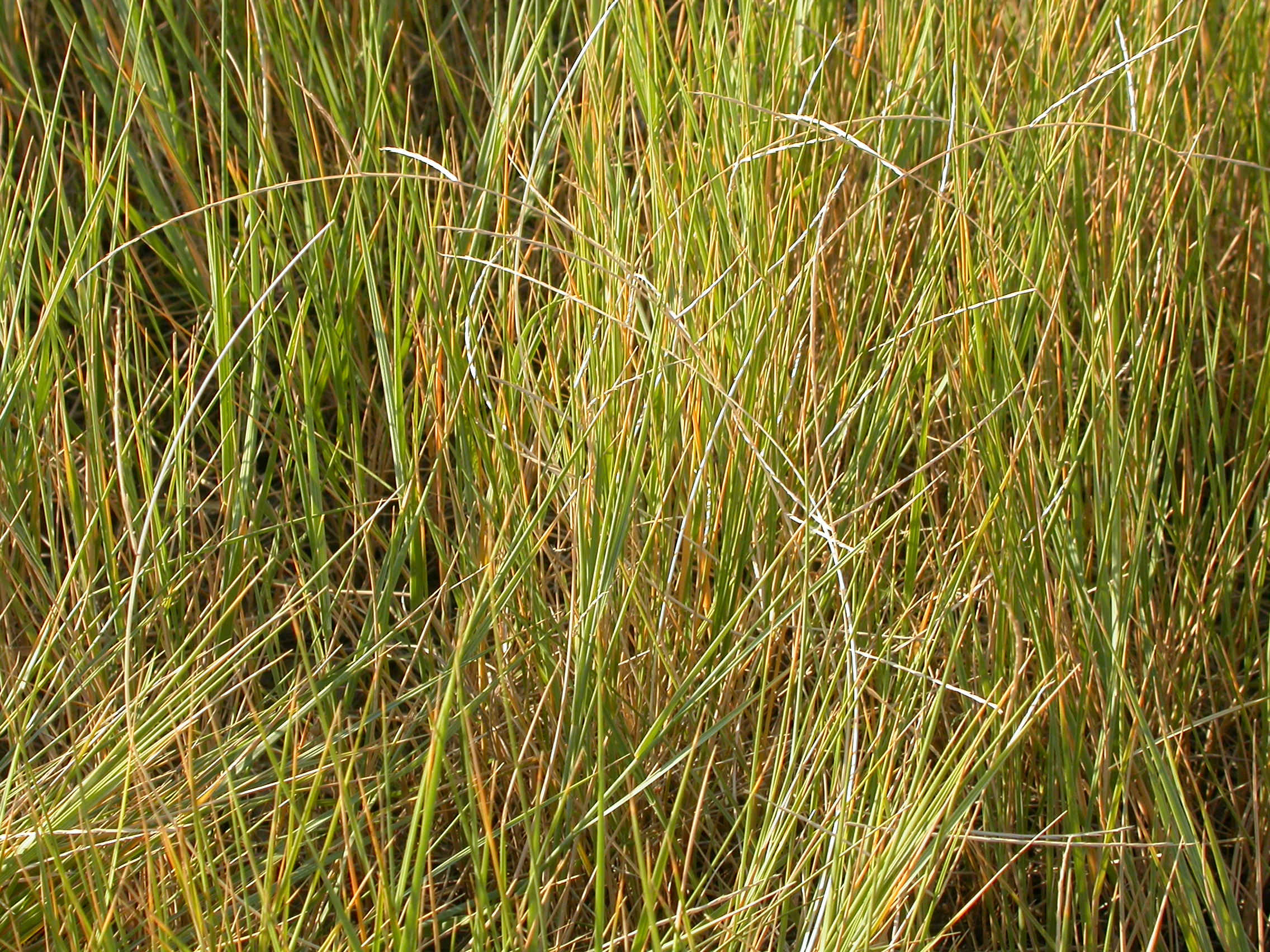
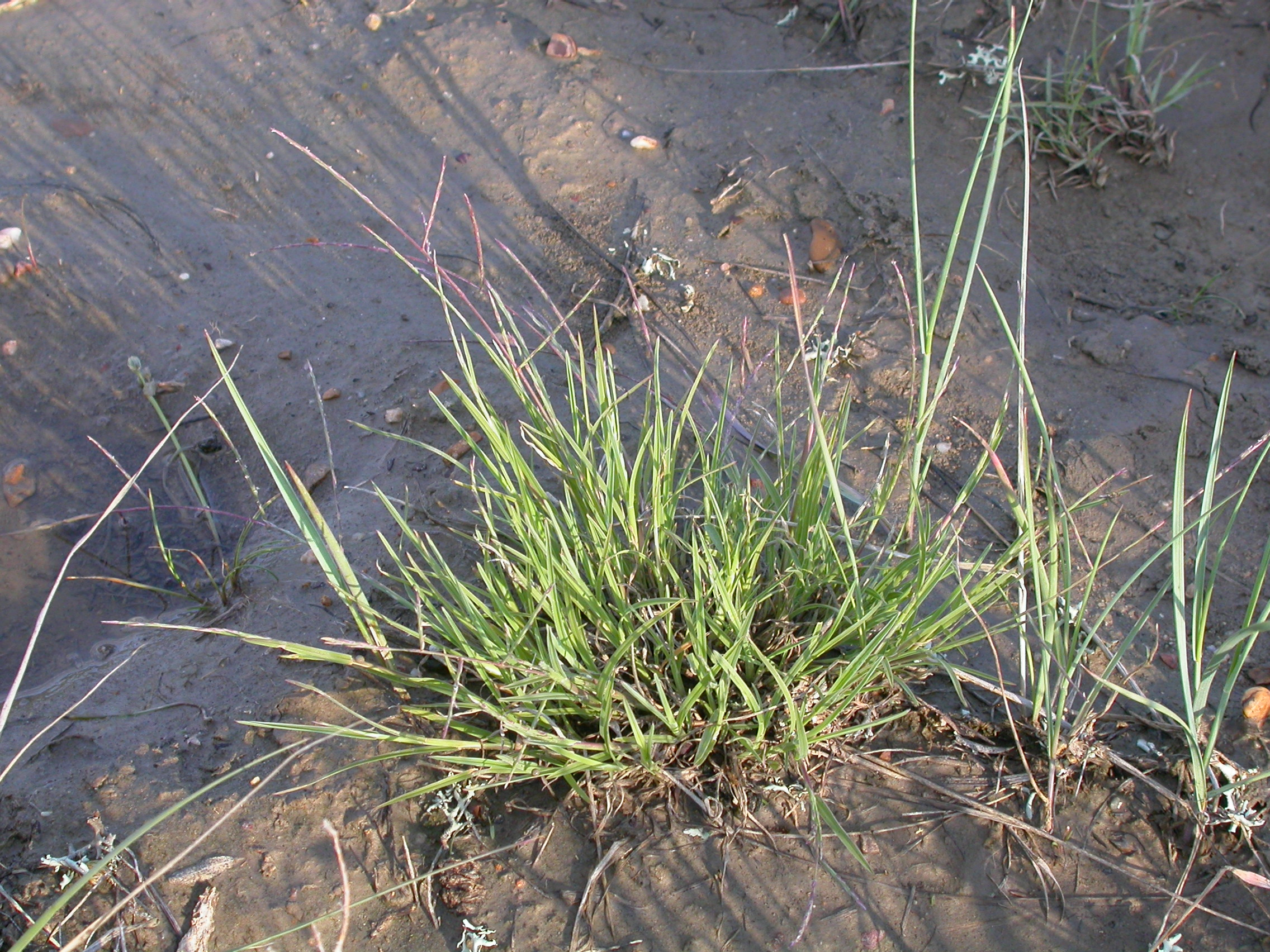
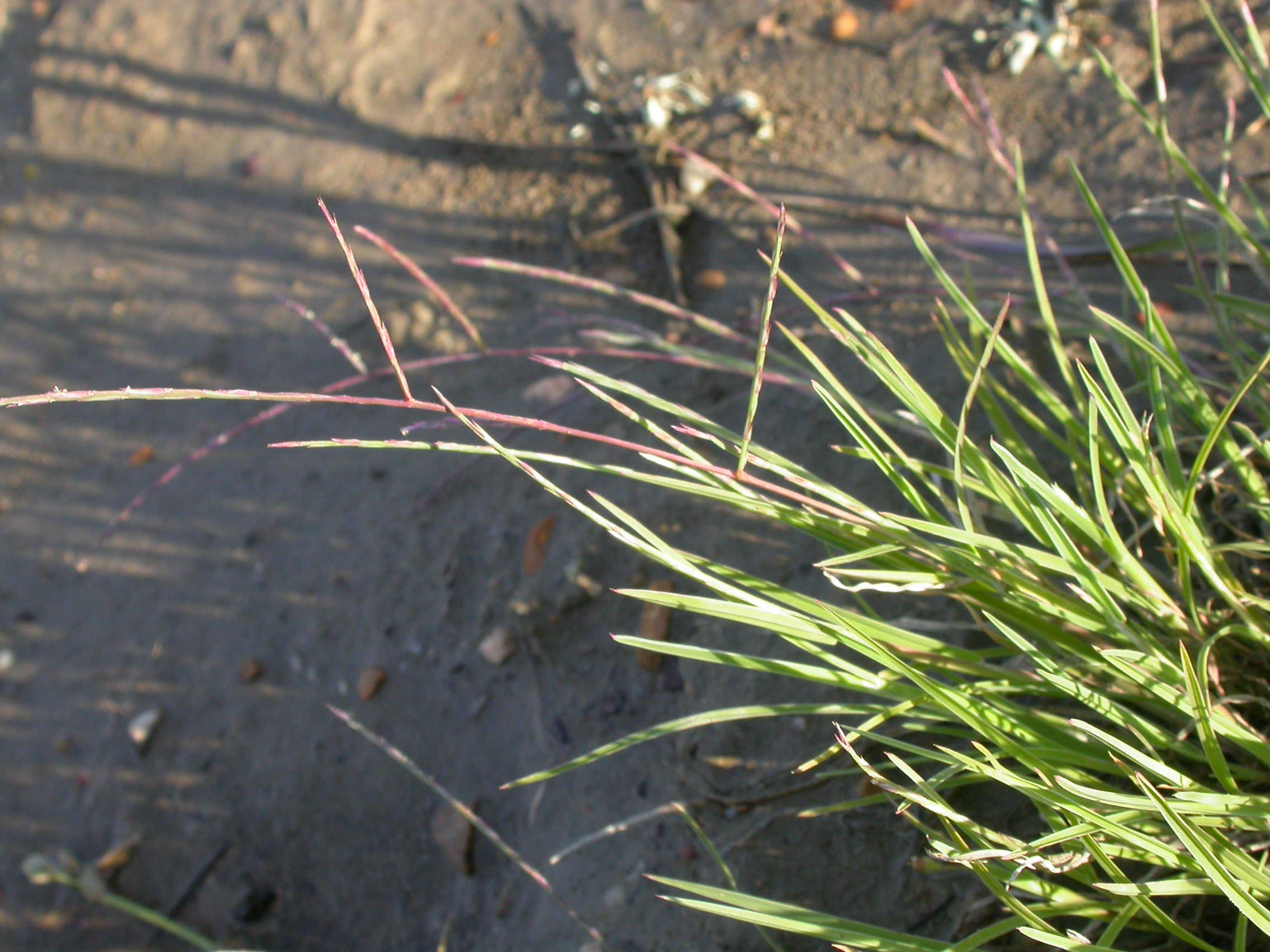